# 소순 (효산)
소순(蘇順, ? ~ ?)은 후한 중기의 문장가로, 자는 효산(孝山)이며 경조윤 패릉현(霸陵縣) 사람이다.

## 생애
화제·안제 때 학식으로 명성이 있었다. 양생(養生)을 좋아하여 은거하였고, 만년에 벼슬하여 낭중(郞中)에 임명되었다가 죽었다. 부·논(論)·뇌(誄)·애사(哀辭)·잡문(雜文) 등 열여섯 편을 지었다.

## 출전
- 범엽, 《후한서》 권80상 문원열전 上